# Iglica (broń)

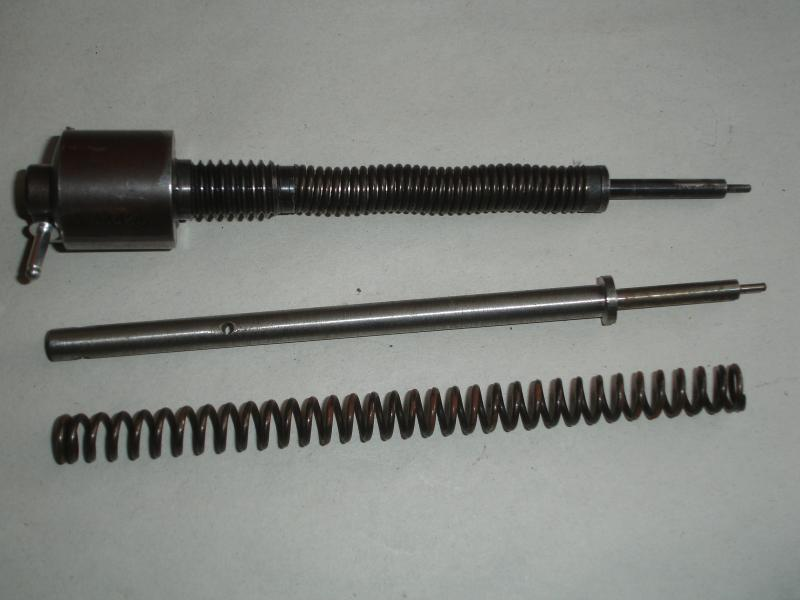
Mechanizm uderzeniowy karabinu powtarzalnego (na górze), oraz jego elementy:
iglica (pośrodku),
sprężyna uderzeniowa (na dole)

Iglica – część mechanizmu uderzeniowego broni palnej w postaci wąskiego pręta, który uderzając w spłonkę inicjuje zapłon ładunku miotającego. Iglica uderza w spłonkę pod wpływem energii sprężyny uderzeniowej albo w wyniku uderzenia w nią kurka lub bijnika. Przednia część, bezpośrednio uderzająca w spłonkę, nosi nazwę grota iglicy.